# Ribeira dos Carinhos
Ribeira dos Carinhos é uma povoação portuguesa do Município da Guarda que foi sede da extinta Freguesia de Ribeira dos Carinhos, freguesia que tinha 9,09 km² de área e 108 habitantes (2011), e, por isso, uma densidade populacional de 11,9 hab/km².
A Freguesia de Ribeira dos Carinhos foi extinta pela reorganização administrativa de 2012/2013, sendo o seu território anexado pela vizinha Freguesia de São Miguel do Jarmelo. A extinta freguesia Ribeira dos Carinhos englobava também a povoação de Toito.
Povoação antiga, foi também denominada Ribeira dos Carrinhos. Pertenceu ao extinto concelho de Jarmelo; em 1852 pertencia ao concelho de Guarda e em 1878 ao concelho (atual município) de Pinhel.

## População
| População da freguesia de Ribeira dos Carinhos | População da freguesia de Ribeira dos Carinhos | População da freguesia de Ribeira dos Carinhos | População da freguesia de Ribeira dos Carinhos | População da freguesia de Ribeira dos Carinhos | População da freguesia de Ribeira dos Carinhos | População da freguesia de Ribeira dos Carinhos | População da freguesia de Ribeira dos Carinhos | População da freguesia de Ribeira dos Carinhos | População da freguesia de Ribeira dos Carinhos | População da freguesia de Ribeira dos Carinhos | População da freguesia de Ribeira dos Carinhos | População da freguesia de Ribeira dos Carinhos | População da freguesia de Ribeira dos Carinhos | População da freguesia de Ribeira dos Carinhos |
| ---------------------------------------------- | ---------------------------------------------- | ---------------------------------------------- | ---------------------------------------------- | ---------------------------------------------- | ---------------------------------------------- | ---------------------------------------------- | ---------------------------------------------- | ---------------------------------------------- | ---------------------------------------------- | ---------------------------------------------- | ---------------------------------------------- | ---------------------------------------------- | ---------------------------------------------- | ---------------------------------------------- |
| 1864                                           | 1878                                           | 1890                                           | 1900                                           | 1911                                           | 1920                                           | 1930                                           | 1940                                           | 1950                                           | 1960                                           | 1970                                           | 1981                                           | 1991                                           | 2001                                           | 2011                                           |
| 383                                            | 355                                            | 367                                            | 364                                            | 431                                            | 360                                            | 357                                            | 326                                            | 395                                            | 308                                            | 218                                            | 175                                            | 171                                            | 136                                            | 108                                            |

Por idades em 2001 e 2011			

| 0-14 anos | 15-24 anos | 25-64 anos | 65 e + anos |
| 14 \| 3   | 21 \| 12   | 66 \| 48   | 35 \| 45    |
| -79%      | -43%       | -27%       | +29%        |

## Património
- Igreja paroquial.